# 석곶초등학교
석곶초등학교는 대한민국 경기도 파주시에 있는 공립 초등학교이다.
그리고 2017년에는 혁신시범학교로 지정되어 여러 새로운 교육활동들을 하고 있는
학교이다.